# Kruhlakiwka
Kruhlakiwka (ukr. Кругляківка) – wieś na Ukrainie, w obwodzie charkowskim, w rejonie kupiańskim, w hromadzie Kuryliwka. W 2001 liczyła 1173 mieszkańców.